# Zaguemtanga
Zaguemtanga (ou Bzagamtanga, Zaguem Tengue  Zakem Tanga) est un village du Cameroun situé dans le département du Mayo-Sava et la Région de l'Extrême-Nord, à proximité de la frontière avec le Nigeria. Il fait partie de l'arrondissement de Tokombéré.

## Population
En 1966-1967 la localité comptait 756 habitants, principalement Mada. Lors du recensement de 2005, 1 174 personnes y ont été dénombrées.